# تمنة
تمنة أو تل البطش هي مدينة فلسطينية في كنعان ذكرت في الكتاب المقدس العبري في سفر القضاة 14، ومرتبطة بشمشون. يعرف علماء الآثار الحديثون الموقع القديم بتل يقع في سهل غريني مسطح، في وادي الصرار، على بعد حوالي 7 كيلومترات (4.3 ميل) شمال غرب بيت شيمش، بالقرب من موشاف تل شاحر في إسرائيل. يُعرف هذا التل بالعبرية باسم "تل البطش" (תל בטש).

## الحفريات
أكتشف تل البطش في القرن التاسع عشر من قبل العالم الفرنسي شارل كليرمون غانو، الذي حدد الموقع كمخيم عسكري روماني. وبرعاية المعهد اللاهوتي المعمداني الجنوبي، اكتشف الموقع خلال 12 موسمًا من الحفريات التي أجريت بين عامي 1977 و1989 من قبل أمحاي مزار وجورج كيلم،

### الموقع الأثري

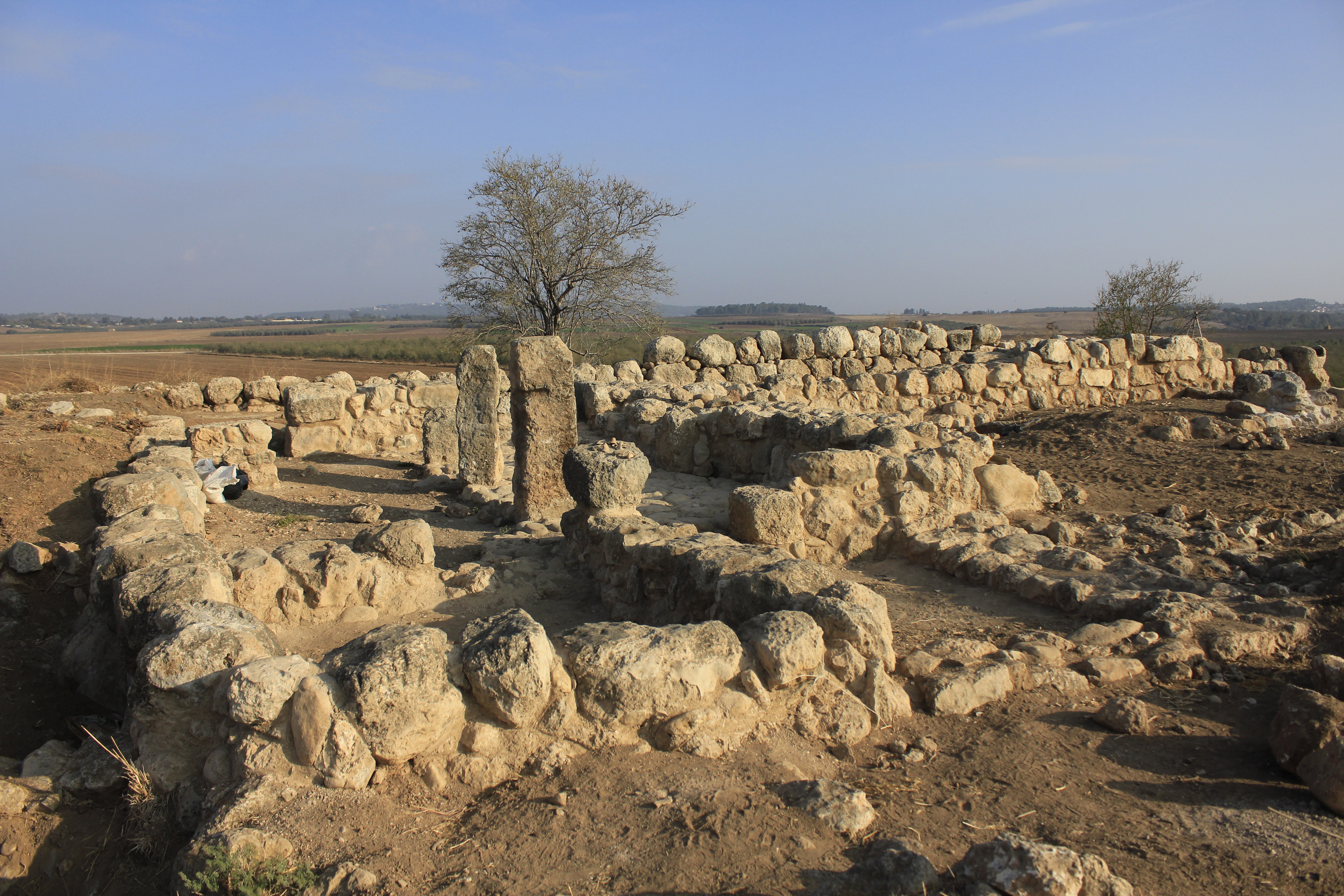
تمنة في وادي الصرار

يقع تل البطش في موقع استراتيجي في وادي الصرار، وهو نقطة وصول من السهل الساحلي عبر وادي الخليل إلى تلال الخليل الوسطى. وكانت الحفريات في هذا الموقع قد كشفت عن بقايا تدل على النشاط السكاني والتجاري خلال الفترات الكنعانية والإسرائيلية، وتسمية تل البطش (Tel Batash) هو الاسم الحديث المستخدم للإشارة إلى الموقع، والمعروف أيضًا باسم تلوليوت بطاشي (جمع) في العبرية.

## التاريخ
بدأت الحفريات في تل البطش في القرن العشرين وكشفت عن العديد من القطع الأثرية التي تعود للعصور المختلفة، بما في ذلك العصر البرونزي والحديدي. من بين الاكتشافات الهامة كانت المنازل والأدوات المعدنية والفخار.
كشفت الحفريات بقيادة مزار وكيلم خلال السبعينيات والثمانينيات عن اثنتي عشرة طبقة من الاستيطان المستمر في الموقع خلال الفترة الهلنستية، مع وجود مستوطنة متفرقة قريبة خلال الفترة البيزنطية. وعلى حافة وادي الصرارتوجد بقايا طريق روماني بالإضافة إلى مستوطنة تعود إلى العصر النحاسي والكنعاني.

### البرونزي
استوطن تل البطش لأول مرة في العصر البرونزي الأوسط من خلال إنشاء سور ترابي يحيط بالموقع الذي تبلغ مساحته 10 أفدنة (4 هكتارات).

### البرونزي إلى العصر الحديدي

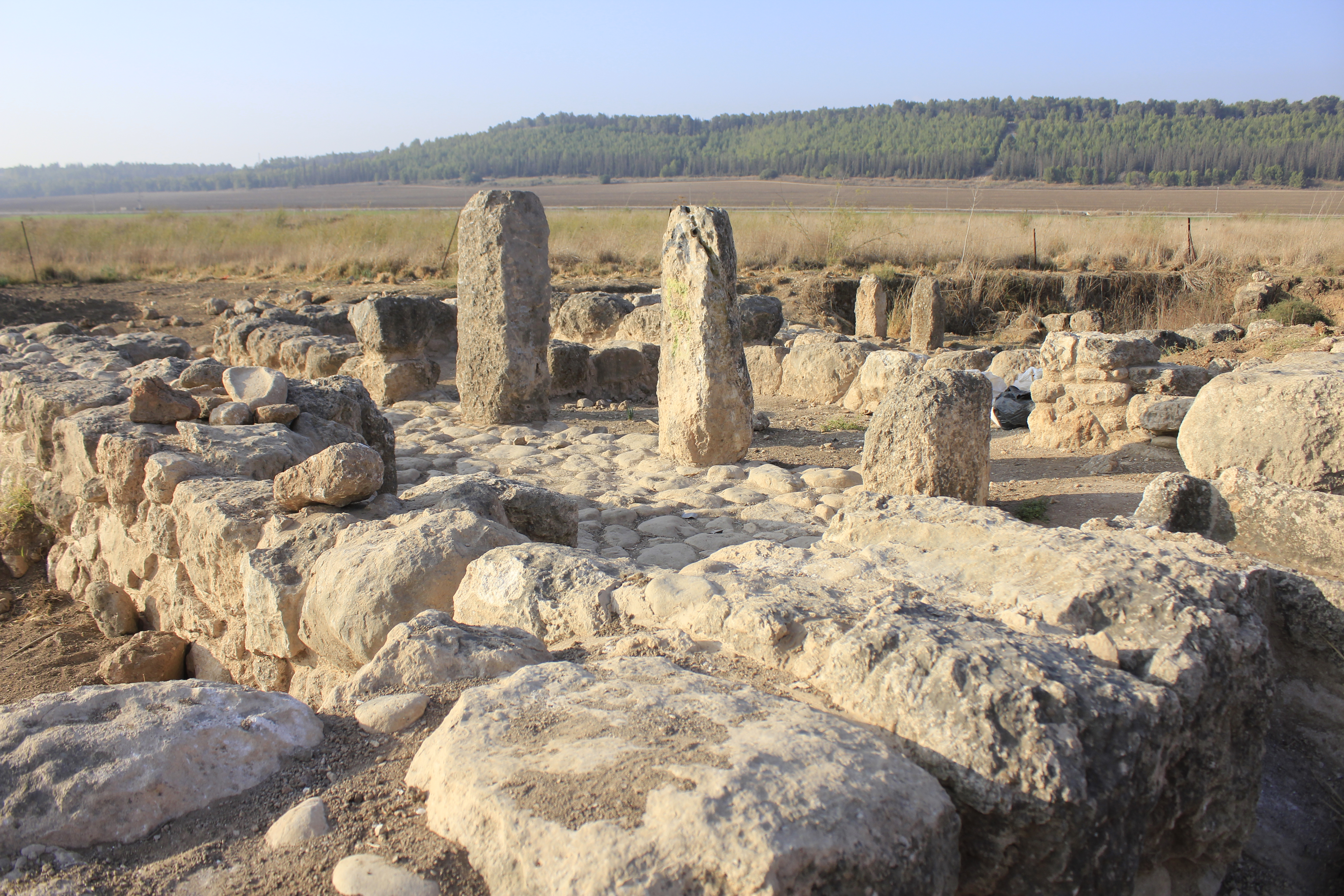
تمنة في وادي الصرار

كان التل خلال العصر الفلسطيني (من العصر البرونزي المتأخر إلى العصر الحديدي) مدينة محصنة ذات بناء كثيف من الطوب اللبن.

### الحديدي
اكتشف علماء الآثار تحصينات ومباني من فترة مملكة يهودا، يعود تاريخها إلى القرنين السابع والثامن قبل الميلاد.

## الأهمية الثقافية والدينية

### الكتاب المقدس العبري
ذكر مكان يسمى تمنة في سفر التكوين 38:13 في سياق قصة البطريرك العبري يهوذا وثامار، يعتقد البعض أن يهوذا ربما ذهب إلى تمنة (تبنة) ليجز غنمه، عندما التقى بزوجة ابنه، بينما يرى آخرون أن هذا قد حدث في تمنة المعروفة الآن بخربة التبانة. وفي يوشع 15:10، وذكر مكان بهذا الاسم كنقطة على تخم سبط يهوذا، وسفر القضاة 14:5 يشير إلى كرم تمنة. وفي سفر القضاة 14:1-20، حيث تروي قصة شمشون الذي ذهب إلى تمنة للبحث عن زوجة من فلسطين، لهذا تعتبر المنطقة موقعًا ذو أهمية دينية وثقافية.

## خربة تمنة
خربة تبنة، هي موقع أثري يقع حوالي 3.2 كيلومتر (2 ميل) جنوب غرب بيت شيمش. في خريطة مسح فلسطين 1928-1947 (Pal 1157)، المحفوظة في المكتبة الوطنية الإسرائيلية، أدرجت في قسم الخريطة 14-12، عند الإحداثيات 144.1 / 127.9 [144/127 PAL]، تحت إحداثيات 31°44'36.587" شمالًا / 34°56'12.72" شرقًا. الوصول إلى الموقع محدود حاليًا، لأنه يقع في منطقة عسكرية، على ارتفاع 225 مترًا (740 قدمًا) فوق مستوى سطح البحر.
زار إدوارد روبنسون المنطقة المجاورة في عام 1838، وكانت تبنة قرية مهجورة. زار عالم الآثار وليام أولبرايت الموقع في شتاء 1924-1925، ووصفه بأنه "خربة تبنة، قصة تمنة شمشون". وكتب أن الموقع كان مغطى بـ "كتل من الحطام اليوناني الروماني والبيزنطي"، ولم يعثر على قطع فخارية يهودية. وفي أربعينيات القرن العشرين، أجرى عالم الآثار بنيامين مازار مسحًا سطحيًا في المنطقة.